# Bergasa
Bergasa és un municipi de la Rioja, a la regió de la Rioja Baixa.